# Anne d'York (1439-1476)
 (août 2024).
Pour les articles homonymes, voir Anne d'York.
Titre
Duchesse d'Exeter
5 août 1447 – 12 novembre 1472
(25 ans, 3 mois et 13 jours)
Anne d'York ou Anne Plantagenêt (10 août 1439 – 14 janvier 1476), duchesse d'Exeter, est une membre de la Maison d'York. Elle épouse Henri Holland (1430–1475), 3e duc d'Exeter, partisan de la Maison de Lancastre. Elle est aussi la sœur des rois Édouard IV et Richard III et de la duchesse de Bourgogne Marguerite d'York.

## Biographie
Elle est la fille de Richard Plantagenêt, 3e duc d'York et de Cécile Neville. Sa lignée, la Maison d'York s'impose sur le trône d'Angleterre contre celle de Lancastre à l'issue de la guerre des Deux-Roses.

### Prétendante du duc de Bourgogne Charles le Téméraire
En 1446, l'héritier du duché de Bourgogne Charles se retrouve veuf de Catherine de France (1428-1446) qu'il a épousée six ans plus tôt. Il souhaite passer une alliance avec le puissant duc « rebelle » anglais Richard d'York pour œuvrer conjointement à imposer la lignée de la Maison d'York sur le trône d'Angleterre pour l'un et imposer l'indépendance de l'État bourguignon au royaume de France pour l'autre. Mais son père le duc Philippe le Bon lui rappelle alors les termes du traité d'Arras, l'obligeant à épouser une princesse du sang de France. Il épouse donc contre son gré le 30 octobre 1454 à Lille, Isabelle de Bourbon, fille du duc Charles Ier de Bourbon dont il a une fille unique la duchesse Marie de Bourgogne.
En 1468, veuf de son second mariage, et enfin libre de choisir son épouse lui-même, Charles le Téméraire, devenu duc, épouse la jeune sœur d'Anne, Marguerite, dont il n'a pas d'enfant, et qui devient par ce mariage une des plus riches et puissantes duchesses d'Europe, protectrice de la duchesse Marie de Bourgogne à qui elle fait épouser l'empereur du Saint Empire romain germanique Maximilien Ier.

### Premier mariage
En 1447, Anne épouse Henri Holland, 3e duc d'Exeter, partisan de la Maison de Lancastre, ennemi de la Maison d'York dans la guerre des Deux-Roses.
En 1461, elle est met au monde une fille unique, Anne Holland, qui est plus tard mariée au marquis de Dorset Thomas Grey. Faute d'héritier mâle, le titre des ducs d'Exeter s'éteint à la mort d'Henri Holland en 1475.
La même année, son frère devient roi d'Angleterre sous le nom d'Édouard IV, ce qui marque une pause dans la guerre des Deux-Roses. Son autre frère Richard III devient à son tour roi en 1483.
En 1472, Anne divorce alors que son mari est emprisonné après la bataille de Barnet, perdue par la Maison de Lancastre contre la Maison d'York dans la guerre des Deux-Roses. Il meurt mystérieusement en 1475.

### Second mariage
En 1474, Anne épouse en secondes noces sir Thomas St Leger, chevalier du Bain. Il est ambassadeur en France, et signe le traité de Picquigny avec Édouard IV d'Angleterre et Louis XI en 1475, qui met définitivement fin à la guerre de Cent Ans entre la France et l'Angleterre, et à l'alliance des Anglais avec Charles le Téméraire.
Elle meurt le 14 janvier 1476 à l'âge de 36 ans, en donnant naissance à leur fille Anne St Leger. Elle est inhumée en la chapelle Saint-Georges de Windsor. Sa fille épousera le 12e baron de Ros, George Manners et décédera le 21 avril 1526.